# Linea Seibu Tamagawa
La  Linea Seibu Tamagawa (西武多摩川線?, Seibu Tamagawa-sen) è una linea ferroviaria suburbana a scartamento ridotto gestita dalle Ferrovie Seibu situata nella periferia occidentale di Tokyo. La linea unisce le stazioni di Musashi-Sakai e di Koremasa lungo il fiume Tama. Le stazioni intermedie sono sei, e la linea non è direttamente collegata a nessun'altra delle Ferrovie Seibu, ed è interamente a binario singolo. I treni possono incrociarsi e superarsi presso tutte le stazioni. 
Nonostante la brevità della ferrovia, essa è importante per i collegamenti offerti con l'Università degli Studi Esteri di Tokyo, l'Ippodromo di Tokyo, il Tokyo Stadium, la scuola di polizia metropolitana di Tokyo e diversi cimiteri, fra cui quello di Tama, il più grande di Tokyo.

## Storia
La ferrovia inizialmente venne realizzata nel 1910 come linea merci per trasportare la ghiaia del fiume Tama, ma le operazioni terminarono nel 1967, rimanendo solo quelle per i passeggeri.
Dal 28 marzo 2001 la stazione di Tama Bochi-mae (cimitero di Tama) è stata rinominata in Tama, e quella di Kita-Tama in Shiraitodai.

## Stazioni
- Tutta la linea si trova a Tokyo
- La linea è interamente a singolo binario; ∨ e ◇：Possibilità di incrocio dei treni;｜:Impossibilità di incrocio
- La numerazione di stazione sarà introdotta a partire da marzo 2013[1]

| Num. | Stazione      | Giapponese | Distanza interstaz. | Distanza totale | Collegamenti                                                   | Binari | Posizione |
| ---- | ------------- | ---------- | ------------------- | --------------- | -------------------------------------------------------------- | ------ | --------- |
| SW01 | Musashi-Sakai | 武蔵境     | -                   | 0.0             | Linea Chūō Rapida                                              | ∨      | Musashino |
| SW02 | Shin-Koganei  | 新小金井   | 1.9                 | 1.9             |                                                                | ◇      | Koganei   |
| SW03 | Tama          | 多磨       | 2.2                 | 4.1             |                                                                | ◇      | Fuchū     |
| SW04 | Shiraitodai   | 白糸台     | 1.4                 | 5.5             | Linea Keiō (Musashinodai e Tama-Reien: breve distanza a piedi) | ◇      | Fuchū     |
| SW05 | Kyōteijō-mae  | 競艇場前   | 1.5                 | 7.0             |                                                                | ｜     | Fuchū     |
| SW06 | Koremasa      | 是政       | 1.0                 | 8.0             | Linea Nambu (Minami-Tama： raggiungibile a piedi)              | ｜     | Fuchū     |